# (21288) 1996 VW
(21288) 1996 VW est un astéroïde de la ceinture principale d'astéroïdes découvert en 1996.

## Description
(21288) 1996 VW a été découvert le 3 novembre 1996 à l'observatoire de Nihondaira, un observatoire astronomique qui se trouve sur une colline surplombant Shimizu-ku à Shizuoka au Japon, par Takeshi Urata.

### Caractéristiques orbitales
L'orbite de cet astéroïde est caractérisée par un demi-grand axe de 2,25 UA, un périhélie de 1,97 UA, une excentricité de 0,12 et une inclinaison de 3,49° par rapport à l'écliptique. Du fait de ces caractéristiques, à savoir un demi-grand axe compris entre 2 et 3,2 UA et un périhélie supérieur à 1,666 UA, il est classé, selon la JPL Small-Body Database, comme objet de la ceinture principale d'astéroïdes.

### Caractéristiques physiques
(21288) 1996 VW a une magnitude absolue (H) de 15,4 et un albédo estimé à 0,308.